# Лафуркаде, Наталия
Наталия Лафуркаде (исп. María Natalia Lafourcade Silva; род. 26 февраля 1984, Коатепек, Веракрус) — мексиканская певица и актриса. Лауреат премии Грэмми. Многократная обладательница премии Латинская Грэмми. С момента своего дебюта на большой сцене в 2003 году является одной из самых успешных певиц на поп-рок-сцене в Латинской Америке.

## Биография
Родилась 26 февраля 1984 года в Мехико. Её отец — чилийский музыкант Гастон Лафуркад, а её мать — пианистка Мария дель Кармен Сильва Контрерас. Её дядя — чилийский писатель Энрике Лафуркад (1927—2019), представитель так называемого «Поколения 50-х». В трехлетнем возрасте Наталья начала петь, а в четыре года впервые изъявила желание стать актрисой.
Образование получила в католическом Англо-Испанском институте (Instituto Anglo Español), параллельно изучала живопись и актёрское мастерство. В детстве Лафуркад училась игре на различных музыкальных инструментах (флейта, гитара, фортепиано, саксофон).
В 1998 году была участницей трио Twist, однако группа распалась в следующем году. В семнадцать лет познакомилась с итальянским продюсером Лорисом Керони, который раскрыл в ней талант и предложил сосредоточиться на сольной карьере певицы.
В 2002 году в Италии она выпустила свой первый сольный альбом — «Natalia Lafourcade», который в 2003 году был вдвинут на премию Латинская Грэмми, как лучший дебютный альбом. В 2009 году она выпустила альбом — «Hu Hu Hu», который сделал её всемирно известной.
В 2017 году она записала трек «Remember Me» в дуэте с R&B исполнителем Мигелем для титров мультфильма «Тайна Коко», впоследствии вместе они исполнили песню на церемонии вручения премии Оскар.
Сотрудничает со многими музыкантами и музыкальными коллективами.

## Дискография

### Альбомы
- 1998: Twist (в составе трио Twist)
- 2002: Natalia Lafourcade
- 2005: Casa (как Natalia y La Forquetina)
- 2009: Hu Hu Hu
- 2012: Mujer Divina, Homenaje a Agustín Lara
- 2015: Hasta La Raíz
- 2017: Musas
- 2017: Musas Vol. 2
- 2020: Un canto por México
- 2022: De todas las flores

### Сотрудничество с другими музыкантами
- «El Apostador» (с Control Machete)
- «Jardín» (с трио Liquits)
- «Viviré Para Ti» (с группой Los Amigos Invisibles)
- «Contigo» (с группой El Canto Del Loco)
- «Pajarito Del Amor» (с Карлой Моррисон)
- «Quisiera Saber» (с Los Daniels)
- «Noche de Amor» (с Леонелем Гарсия)
- «Mamita» (с группой Rawayana)
- «Luna» (с группой Zoé)
- «María» (с группой La Oreja de Van Gogh)
- «Mi problema» (с Исмаэлем Серрано)